# プロムナイト (2008年の映画)
『プロムナイト』（原題：Prom Night）は、2008年制作のアメリカ合衆国のホラー映画。
1980年の映画『プロムナイト』のリメイクである。オリジナルと内容が異なり、ストーカーを題材としたサイコスリラー的作品である。

## あらすじ
女子高生のドナは3年前、ストーカーと化した教師フェントンに両親と弟を殺されるという、悲惨な事件に遭った。
ドナは家族を失い悲しみに暮れるも、周囲の支えで立ち直り、ようやく平穏を取り戻しつつあった。そして、高校卒業を間近に控え、プロムを楽しみにしていた。
しかし、フェントンが収監されていた刑務所から脱走し、再びドナへ接近していた。
そんな事態を知る由もなく、恋人のボビーや友人たちと共にプロムを満喫するドナ。やがて、プロム会場に潜入したフェントンは生徒たちを次々に血祭りにあげ、ついにドナに魔の手が…。

## キャスト
| 役名                   | 俳優                   | 日本語吹替 |
| ---------------------- | ---------------------- | ---------- |
| ドナ・ケッペル         | ブリタニー・スノウ     | 寺田はるひ |
| ボビー                 | スコット・ポーター     | 羽多野渉   |
| リサ・ハインズ         | ダナ・デイヴィス       | 相田さやか |
| クレア                 | ジェシカ・ストループ   | 木川絵理子 |
| ロニー・ヘフリン       | コリンズ・ペニー       | 増川洋一   |
| リチャード・フェントン | ジョナサン・シェック   |            |
| マイケル               | ケリー・ブラッツ       |            |
| ナッシュ               | ジェームズ・ランソン   |            |
| クリシー・リン         | ブリアンヌ・デイヴィス |            |
| リック・リーランド     | ケラン・ラッツ         |            |
| ウォーターズ夫人       | メアリー・マーラ       |            |
| エリシャ・クロウ       | ミンナ・ウェン         |            |
| ウィン刑事             | イドリス・エルバ       |            |
| カレン・ターナー       | ジェサリン・ギルシグ   |            |
| ジャック・ターナー     | リンデン・アシュビー   |            |
| エイプリル             | ジャナ・クレイマー     |            |
| テイラー               | レイチェル・スペクター |            |
| ハインズ夫人           | ヴァレリー・ロス       |            |
| ケッペル夫人           | ロリ・ヒューリング     |            |
|                        | ジョシュア・レナード   |            |

吹替その他、飛田展男、中博史、坪井智浩、宮島依里、杉山紀彰、すずき紀子、花輪英司、久嶋志帆、櫛田泰道、植竹香菜、片貝薫、藤吉浩二、渡辺浩司、三浦潤也、遠藤大輔